# 永安路 (西城区)
39°53′11″N 116°23′30″E / 39.8863417°N 116.3915637°E
永安路是位于北京市西城区东南部的一条道路。

## 简介
永安路东起天桥路口，西到虎坊路。因永安桥而得名。永安桥位于永安路与万明路交会处的西南位置，是明朝时的旧物，1930年代尚存，后来拆除。其附近地区泛称“永安桥”。此地明朝、清朝时为排水沟，至如今的天桥南大街北端与龙须沟相通，为龙须沟的上游，或称“西龙须沟”。
如今的永安路东端与天桥南大街相交处过去有桥，称为“天桥”，1930年代拆除。天桥西侧的土路称为“西沟旁”，中华民国时称“天桥西沟旁”。西沟旁的明沟，民国三年（1914年）改为暗沟。1950年，天桥以东的明沟（即“东龙须沟”）被填平。
永安路西端旧时有洼地积潴，称“下洼”，即“南下洼”，或者称“窑洼”，民国初年填平，称“虎坊路”（东至今万明路南口）。民国八年（1919年），今万明路向东至仁寿路之间的明沟被填平，改为暗沟，其上辟建道路，称“永安路”。1965年，撤销天桥西沟旁、迟家胡同、东斗母宫、永安路南巷，统称“永安路”。
永安路旧时是香厂洼地的一部分，路南是先农坛。中华民国初期，在先农坛外坛北部，永安路中段南部兴建城南游艺园，与建在香厂路的“新世界”齐名，是北京当时知名的游乐场所。后来，由于中央公园（社稷坛）等皇家园林开放，城南游艺园逐渐衰落而关闭。日本占领时期，改为屠宰场。中华人民共和国成立后，在其地兴建北京友谊医院。
永安路西口，北侧有前门饭店；南侧有原《光明日报》社大楼，建于1965年，其地原来是安徽泾县义地，2003年成为《新京报》社的所在地，其后《新京报》社也迁走，此楼为国家档案局档案科学技术研究所占用。
该道路旁于1956年建成北京大公报社总楼，作为《大公报》北京版的总部。1966年《大公报》北京版因文革停刊后，该楼被中国邮政接管，现为中国邮政北京永安路邮局。